# Оносато, Тосинобу
Тосинобу Оносато (яп. オノサト・トシノブ, род. 8 июня 1912 года, Иида — ум. 30 ноября 1986 года) — японский художник-абстракционист.

## Биография
- 1912 — Тосинобу Оносато родился в городе Иида, префектура Нагано

- 1931 — начинает обучение в университете на инженера; через год бросает учёбу и решает посвятить себя живописи. Изучает западное искусство вместе с Сэйфу Цудой (яп. 津田青楓)

- 1935 — основывает художественную группу Кокусокуёга-тэн, творчески связанную со школой Сэйфу Цуды (яп. 津田青楓)

- 1937 — участвует в создании Ассоциации свободных художников (яп. 自由美術協会)

- 1942 — призван на службу в японскую армию

- 1945 — конец Второй мировой войны застаёт художника в Маньчжурии. Попадает в плен к советской армии и три года проводит в лагере для военнопленных в Сибири.

- 1948 — возвращение в Японию. Живёт в Кирю, префектура Гумма

- 1949 — член Ассоциации свободных художников (яп. 自由美術協会)

- 1955 — вступает в Художественный клуб

- 1963 — удостаивается премии седьмой Международной художественной выставки Японии (яп. 日本国際美術展), организованной в токийском Муниципальном художественном музее

- 1978 — выходит в свет Полёт в реальность — Антология работ Тосинобу Оносато

- 1988 — выходит в свет Путь к абстракции — художественная антология Тосинобу Оносато (посмертно).

## Избранные выставки
- 1935 — 22-я Ника-тэн (яп. 二科展)
- 1953 — Абстракционизм и сюрреализм[прояснить], Токио, Национальный музей современного искусства
- 1961 — Тосинобу Оносато — новая живопись, Вашингтон, галерея Грес[прояснить]
- 1964 — 32-е биеннале в Венеции
- 1965 — Новая японская живопись и скульптура, Сан-Франциско, Музей современного искусства, Нью-Йорк, МОМА
- 1966 — 33-е биеннале в Венеции
- 1968 — Тенденции орнамента в современной живописи, Берлин, Музей на Вальдзее
- 1972 — Оносато, Цюрих, галерея Корнфельд
- 1973 — Развитие послевоенной японской живописи — абстрактной и нефигуративной, Токио, Национальный музей современного искусства
- 1974 — Традиционная и современная Япония, Дюссельдорф, Городской художественный музей
- 1986 — Япония Авангарда 1910—1970, Париж, Центр Жоржа Помпиду
- 1989 — Художественный музей Нэрима-ку (яп. 練馬区立美術館), Токио
- 1992 — Абстрактная живопись в Японии 1910—1945, Токио, Художественный музей Итабаси-ку

## Избранные произведения
- Чёрный и белый круг (1940), Токио, Национальный музей современного искусства[1]
- Три чёрных (1958), Нагоя, Художественный музей префектуры Айти (яп. 愛知県美術館)[2]
- Работа 100-Б (1963), Токио, Национальный музей современного искусства[1]